# Asesinato de Benazir Bhutto
El asesinato de Benazir Bhutto, ex primera ministra de Pakistán (1988-90; 1993-96) y, en el momento de su muerte, líder del opositor Partido Popular de Pakistán (PPP), ocurrió el 27 de diciembre de 2007. Después de haber pronunciado un mitin en el parque Liaquat National Bagh de Rawalpindi, al sur de Islamabad, Bhutto recibió disparos en el cuello y en el pecho por parte de un suicida que posteriormente detonó una bomba, causando la muerte de al menos otras 38 personas y 43 heridos.[cita requerida] Bhutto estaba en campaña de cara a las elecciones de enero de 2008. Fue declarada muerta a las 18:16 hora local (13:16 GMT), de camino al Hospital General de Rawalpindi. Dos meses antes, poco después de su retorno del exilio, había sobrevivido a un atentado similar que acabó con la vida de al menos 136 personas. Este atentado es uno más de una larga lista de ataques terroristas en Pakistán,

## Autoría del atentado

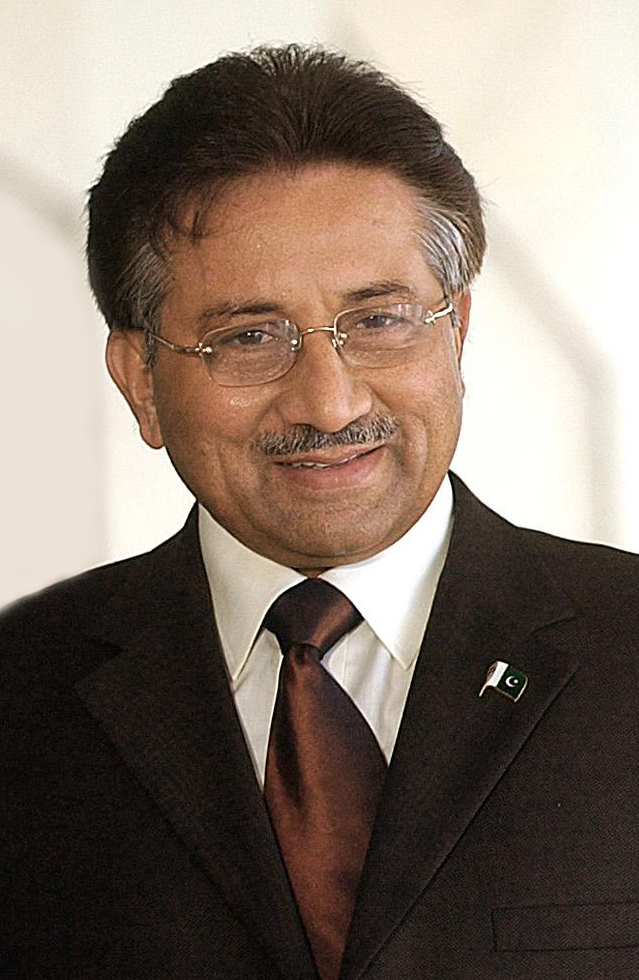
Pervez Musharraf

Según el gobierno del entonces presidente Pervez Musharraf, Bhutto habría sido víctima de la red Al Qaeda "según todas las probabilidades" y que estaba entre los "objetivos" de ésta. "Según toda probabilidad, Al Qaeda está detrás de este atentado trágico destinado a sabotear la seguridad de Pakistán", declaró el viernes el portavoz del ministerio pakistaní del Interior Javed Cheema.
Sin embargo, el líder tribal de Al Qaeda en Pakistán, Baitullah Mehsud, negó cualquier vinculación con el asesinato de Bhutto.
El PPP acusó a Musharraf del asesinato de Bhutto, complicándose el panorama de las próximas elecciones legislativas. Mark Siegel, portavoz de Bhutto en Washington, hizo público un mensaje, recibido por correo electrónico, donde la misma Benazir hacía responsable a Musharraf de su asesinato.
Benazir Bhutto fue asesinada a dos semanas de las elecciones legislativas en el país —previstas para el 8 de enero—, y el otro líder de la oposición, Nawaz Sharif, exigió la renuncia de Musharraf, argumentando que si el gobierno persiste en llevar a cabo las elecciones, "conducirá al país a la destrucción".

## Disturbios
Varios incidentes se reportaron tras la muerte de la líder del PPP. Alrededor de 20 personas fueron reportadas muertas en motines y enfrentamientos callejeros, según indica un alto funcionario de la seguridad a la AFP.
La mayor parte de los disturbios se registraron en Peshawar, al noroeste del país, donde una multitud incendió un local del partido de Musharraf. Las fuerzas paramilitares de Pakistán, los Rangers, recibieron órdenes de disparar en caso de que se atacaran edificios públicos o privados.
Por su parte, en Rawalpindi —donde falleció Bhutto—, la policía utilizó gas lacrimógeno. Tras la muerte de Bhutto, otras áreas del país también demostrado estar bastante tensas.
Tras estos incidentes Musharraf ordenó:

Acción firme contra aquellos elementos que quieren aprovecharse de la situación.

Según Robert Fisk, experto en la política de Medio Oriente, la mayoría de los miembros del PPP culpan del asesinato de Bhutto al gobierno de Pervez Musharraf, puesto que el mismo estaba hostigando desde hacía meses a la candidata de dicho partido.

## Funeral
Decenas de miles de personas atendieron al funeral, y Bhutto, quien tenía 54 años al morir, fue enterrada junto a su padre, Zulfikar Ali Bhutto. El ataúd con los restos de Bhutto estaba envuelto en la bandera de su partido político, el Partido del Pueblo de Pakistán, y fue trasladado en un coche funerario blanco entre la densa multitud.
Muchos partidarios del PPP acompañaron el coche funerario, llorando y golpeando sus pechos en muestra de dolor. El coche además fue acompañado por el esposo e hijos de la líder política.

## Reacción internacional
- El presidente de Afganistán Hamid Karzai, condenó "el acto de cobardía". Elogió a Benazir Bhutto por "haber sacrificado su vida por el bien de Pakistán y por el bien de esta región".[10]
- El ministro de Asuntos Exteriores de Albania dijo que "Albania expresa su más profundo pesar y consternación por el trágico suceso en Pakistán y condena enérgicamente este horrible acto terrorista".[11]
- La canciller Angela Merkel dijo que "el acto cobarde subrayó la necesidad de continuar la lucha contra el terrorismo y el apoyo a los que sufren sus consecuencias y el Ministro de Asuntos Exteriores Frank-Walter Steinmeier dijo que fue un duro golpe a todos los que están luchando por la democracia en Pakistán".[12]
- Antillas Neerlandesas. La ex primera ministra Maria Liberia Peters rogó que "se le conceda eterno descanso. Rezamos por la fuerza de su familia y de sus seguidores. El sacrificio de su vida y el legado de una mujer con grandes valores servirán para ayudar a conducir al pueblo de Pakistán a un país democrático".[13]
- El rey Abdalá Bin Abdelaziz dijo que "los asesinos están alejados de la moral y del islam".[14]
- El Ministro de Asuntos Exteriores de Argelia emitió una declaración, declarando que "Argelia condena con la mayor firmeza este acto criminal, que vino a destruir el destino de una excepcional personalidad".[15]
- La presidenta de Argentina, Cristina Fernández, declaró que condenaba "enérgicamente el bárbaro atentado".[16]
- El primer ministro de Australia, Kevin Rudd, declaró que "Benazir Bhutto mostró gran valor en su desafío al extremismo. Insto a todos los partidos de Pakistán que actúen con moderación y que trabajen por el retorno a un proceso democrático pacífico".[17]
- La ministra de Asuntos Exteriores de Austria, Ursula Plassnik, declaró que "Pakistán ha perdido a una valiente luchadora por el regreso del país a una democracia pluralista".[18]
- El primer ministro de Bahamas, Hubert Ingraham, declaró que "el asesinato de Benazir Bhutto ha dejado a gran parte del mundo en un estado de profunda conmoción y preocupación por el futuro de Pakistán, la región y el mundo".[19]
- El gobierno de Baréin "extiende sus sinceras condolencias a la familia de Benazir Bhutto y a todo el pueblo de Pakistán".[20]
- El primer ministro interino Fakhruddin Ahmed "condenó el ataque, afirmando que se trata de un imperdonable crimen que ha conmovido al mundo. El gobierno y pueblo de Bangladés llora esta tragedia con sus hermanos pakistaníes".[21]
- El primer ministro de Bélgica, Guy Verhofstadt, anunció que "esto no es solo un atentado contra una ex primera ministra y actual líder de la oposición, sino que es otro atentado contra el proceso democrático en Pakistán".[22]
- El presidente bielorruso Aleksandr Lukashenko expresó sus "condolencias al pueblo de Pakistán, al presidente Pervez Musharraf y a las familias de los que murieron". Además describió el atentado como un "ataque terrorista que se cobró la vida de Benazir Bhutto".[23]
- La Cancillería de Bolivia emitió una misiva desde La Paz condenando enérgicamente el brutal atentado y expresó las profundas condolencias del pueblo boliviano hacía el pueblo pakistaní, esto "por la irreparable pérdida de Bhutto, una destacada figura política comprometida con el proceso de recuperación de la democracia en su país". Bolivia también fue el primer país del globo en exigir al Consejo de Seguridad de las Naciones Unidas una investigación por la muerte de la líder opositora.[24]
- El presidente de Brasil Luiz Inácio Lula da Silva condenó los ataques y expresó su "gran dolor e indignación y condolencias a las familias de las víctimas del atentado en nombre del gobierno de Brasil". Además reafirmó su "firme rechazo a la utilización de la violencia en la vida política".[25]
- El sultán de Brunéi Hassanal Bolkiah expresó su "conmoción y condenó el asesinato de Benazir Bhutto". También transmitió "su más sentido pésame a la población de Pakistán como a la familia y amigos de Benazir Bhutto".[26]
- El ministro de Asuntos Exteriores de Bulgaria condena "enérgicamente el acto terrorista" y anunció que "Bulgaria transmite su más sentido pésame a la familia de Benazir Bhutto".[27]
- El primer ministro de Camboya Hun Sen condenó el asesinato, llamándolo "un asesinato cobarde y terrorista" y anunció que su muerte es "un grave problema en Pakistán". También expresó sus "condolencias a la familia de Benazir Bhutto" y pidió que "todos los partidos políticos de Pakistán resuelvan todos sus asuntos pacientemente".[28]
- El ministro de Asuntos Exteriores de Canadá Maxime Bernier emitió una declaración, diciendo que "Canadá condena en los términos más enérgicos este ataque a la restauración de Pakistán en sus esfuerzos por regresar a la democracia plena". Expresó sus "más profundas condolencias a la familia de Benazir Bhutto, a las familias de las otras víctimas y al pueblo pakistaní".

El primer ministro Stephen Harper condenó "este ataque en los términos más enérgicos posibles. Este fue un abominable acto de terror".
- La presidenta de Chile Michelle Bachelet envió sus condolencias al pueblo pakistaní y afirmó: "Como presidenta de la República repudio un hecho de esa naturaleza, donde la violencia política puede llegar al asesinato de una líder opositora y de un grupo de personas".[30]
- El portavoz del Ministerio de Asuntos Exteriores chino, Qin Gang, declaró que "China se encuentra horrorizada por el asesinato de la líder de la oposición de Pakistán Benazir Bhutto y condena firmemente el ataque terrorista".[31]
- El Ministerio de Asuntos Exteriores de Corea del Sur declaró que "el gobierno de Corea del Sur no puede ocultar su amarga conmoción por la muerte de la ex primera ministra pakistaní Benazir Bhutto. El gobierno ofrece sus más sentidas condolencias a la familia de Bhutto. Corea del Sur condena cualquier tipo de acto terrorista".[32]
- El presidente de Croacia Stjepan Mesić condenó el asesinato de Bhutto, afirmando que "el terrorismo es uno de los mayores males del mundo moderno y debe ser combatido".[33]
- El ministro de Asuntos Exteriores de Dinamarca Per Stig Møller afirmó que "es una terrible tragedia para la sociedad pakistaní, porque había mucha esperanza de democratización con el regreso de Benazir Bhutto a Pakistán".[34]
- El ministro de Asuntos Exteriores de Egipto Ahmed Aboul Gheit transmitió su "profundo pésame a la afligida familia de Benazir Bhutto, a su partido, al gobierno y al pueblo de Pakistán".[35]
- El ministro de Asuntos Exteriores de EUA Abdallah bin Zayid al Nahyan declaró que "los Emiratos Árabes Unidos está atormentado por esta enorme pérdida, que no solo golpeó a Pakistán, si no que también afectó a los Emiratos Árabes Unidos".[36]
- José Luis Rodríguez Zapatero condenó el atentado que ha costado la vida a la ex primera ministra Benazir Bhutto y muestra sus condolencias en un momento de "indignación y profundo dolor".[37]
- El presidente de Estados Unidos, George W. Bush condenó el ataque a Benazir Bhutto, dijo que "Estados Unidos condena enérgicamente este cobarde acto de extremistas asesinos, que tratan de socavar la democracia de Pakistán".[38]
- La presidenta de Filipinas Gloria Macapagal Arroyo declaró que "Filipinas llora junto a Pakistán la muerte de Benazir Bhutto y de los otros muertos en el ataque con bomba en la ciudad de Rawalpindi". Condenó "enérgicamente este atroz atentado sin sentido" y transmitió sus "condolencias a los seguidores de Bhutto y a las familias de los que murieron en el atentado".[39]
- Manmohan Singh, primer ministro de la India, declaró estar "Profundamente conmocionado y horrorizado al oír hablar de la atroz asesinato de la señora Benazir Bhutto".
- José Manuel Barroso, presidente de la Comisión Europea, declaró que el atentado "fue un atentado contra la democracia de Pakistán".
- ONU: El secretario general de la ONU, Ban Ki-moon dijo "Condenó fuertemente este atroz crimen" que "representa un asalto a la estabilidad del país y a su proceso democrático".[38]
- El presidente ruso, Vladímir Putin dijo que el hecho es lamentable y que sentía un gran dolor por las víctimas.